# Fritz Kuchen
Fritz Kuchen (n. 10 septembrie 1877 – d. 26 mai 1973, Winterthur, cantonul Zürich, Elveția) a fost un trăgător de tir ce a reprezentat Elveția, medaliat olimpic. A participat la o ediție a Jocurilor Olimpice (1920) în care a câștigat 3 medalii de bronz.